# Kynsileikkaama
Kynsileikkaama är en kulle i Finland.   Den ligger i den ekonomiska regionen Norra Lappland och landskapet Lappland, i den norra delen av landet, 900 km norr om huvudstaden Helsingfors. Toppen på Kynsileikkaama är 442 meter över havet.
Terrängen runt Kynsileikkaama är huvudsakligen platt, men åt nordost är den kuperad.  Trakten runt Kynsileikkaama är nära nog obefolkad, med mindre än två invånare per kvadratkilometer. Det finns inga samhällen i närheten. Omgivningarna runt Kynsileikkaama är i huvudsak ett öppet busklandskap.